# Mel et Jenny
Pour plus de détails, voir Fiche technique et Distribution.
Mel et Jenny (Mon copain de Faro ; Mein Freund aus Faro) est un film allemand réalisé par Nana Neul en 2008.

## Synopsis
Mélanie, un garçon manqué, rencontre Jenny et en tombe amoureuse. Mais Jenny pense qu'elle a rencontré Miguel.

## Fiche technique
- Titre français : Mel et Jenny
- Titre original : Mein Freund aus Faro
- Réalisation : Nana Neul
- Scénario : Nana Neul
- Producteur :
- Musique :
- Pays d'origine :  Allemagne
- Langue d'origine : Allemand, Portugais
- Lieux de tournage : Billerbeck, Rhénanie-du-Nord-Westphalie, Allemagne
- Genre : Drame, romance saphique
- Durée : 90 minutes (1 h 30)
- Date de sortie : 
  -  Allemagne 16 janvier 2008 (Max Ophüls Festival)
  -  Allemagne 30 octobre 2008
  -  Italie 28 novembre 2008 (Turin Film Festival)
  -  États-Unis 17 juillet 2009 (Outfest Film Festival)
  -  France 22 novembre 2009 au Festival de films gays & lesbiens de Paris
  -  Russie 17 octobre 2010 (Saint Petersburg LGBT International Film Festival)

## Distribution
- Anjorka Strechel : Mélanie "Mel" Wandel
- Lucie Hollmann : Jenny Schmidt
- Manuel Cortez : Nuno
- Florian Panzner : Knut Wandel
- Tilo Prückner : Willi Wandel
- Isolda Dychauk : Bianca
- Kai-Peter Malina : Bernd
- Philipp Quest : Malte
- Julischka Eichel : Vicky
- Jo Marie Dominiak
- Piet Fuchs